# VfB Friedrichshafen

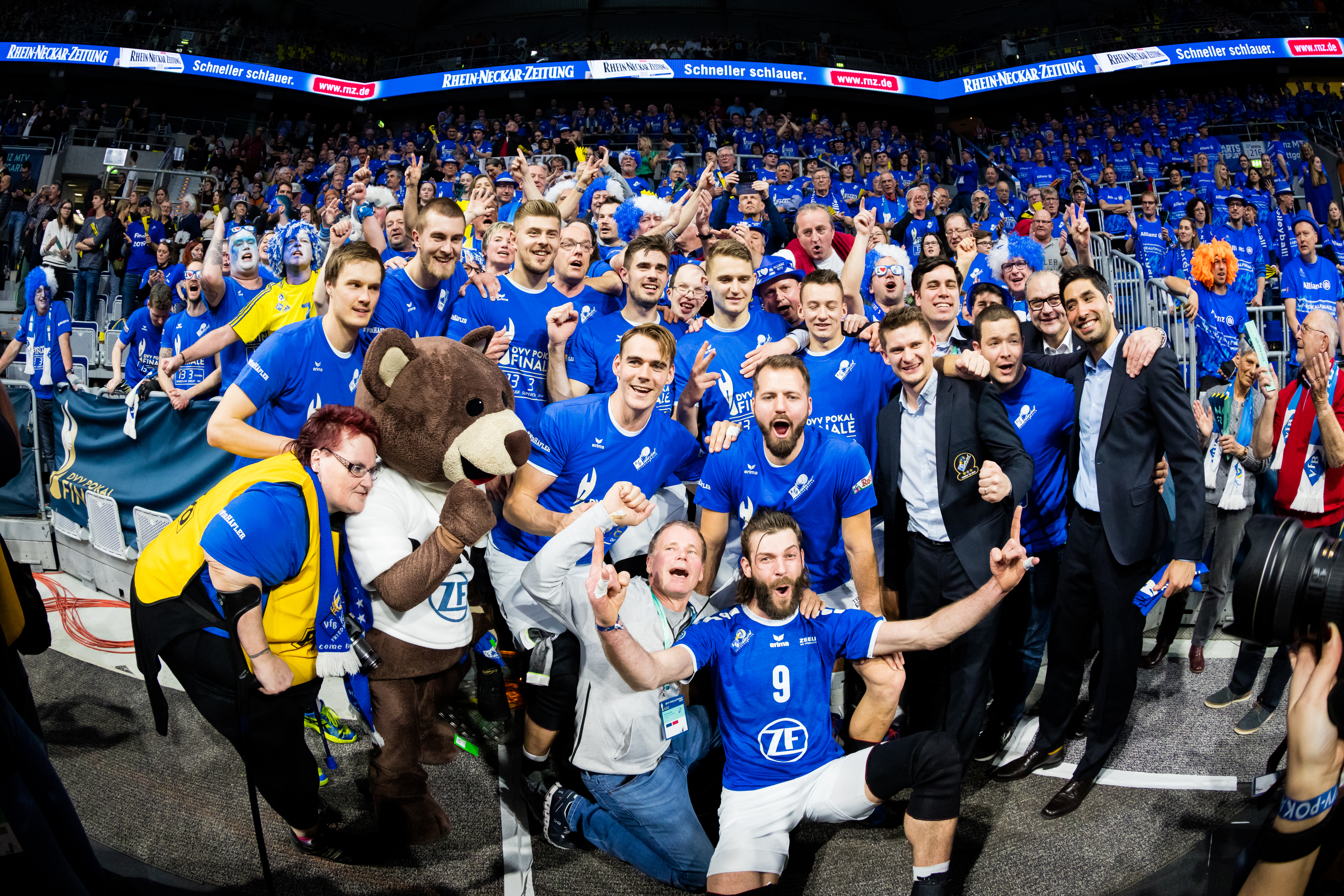
VfB Friedrichshafen zwyciezcą Pucharu Niemiec w sezonie 2018/2019

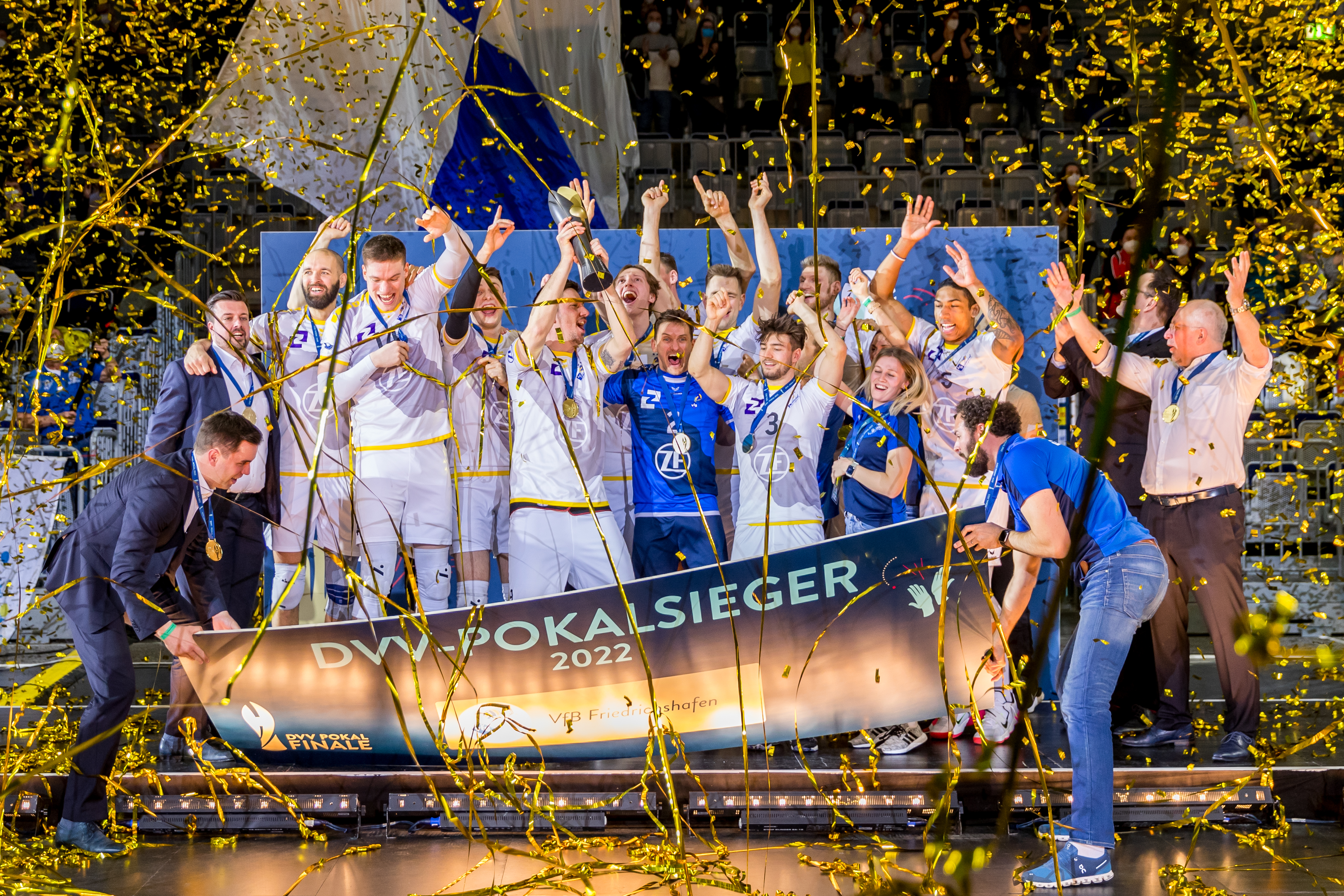
VfB Friedrichshafen zwyciezcą Pucharu Niemiec w sezonie 2021/2022

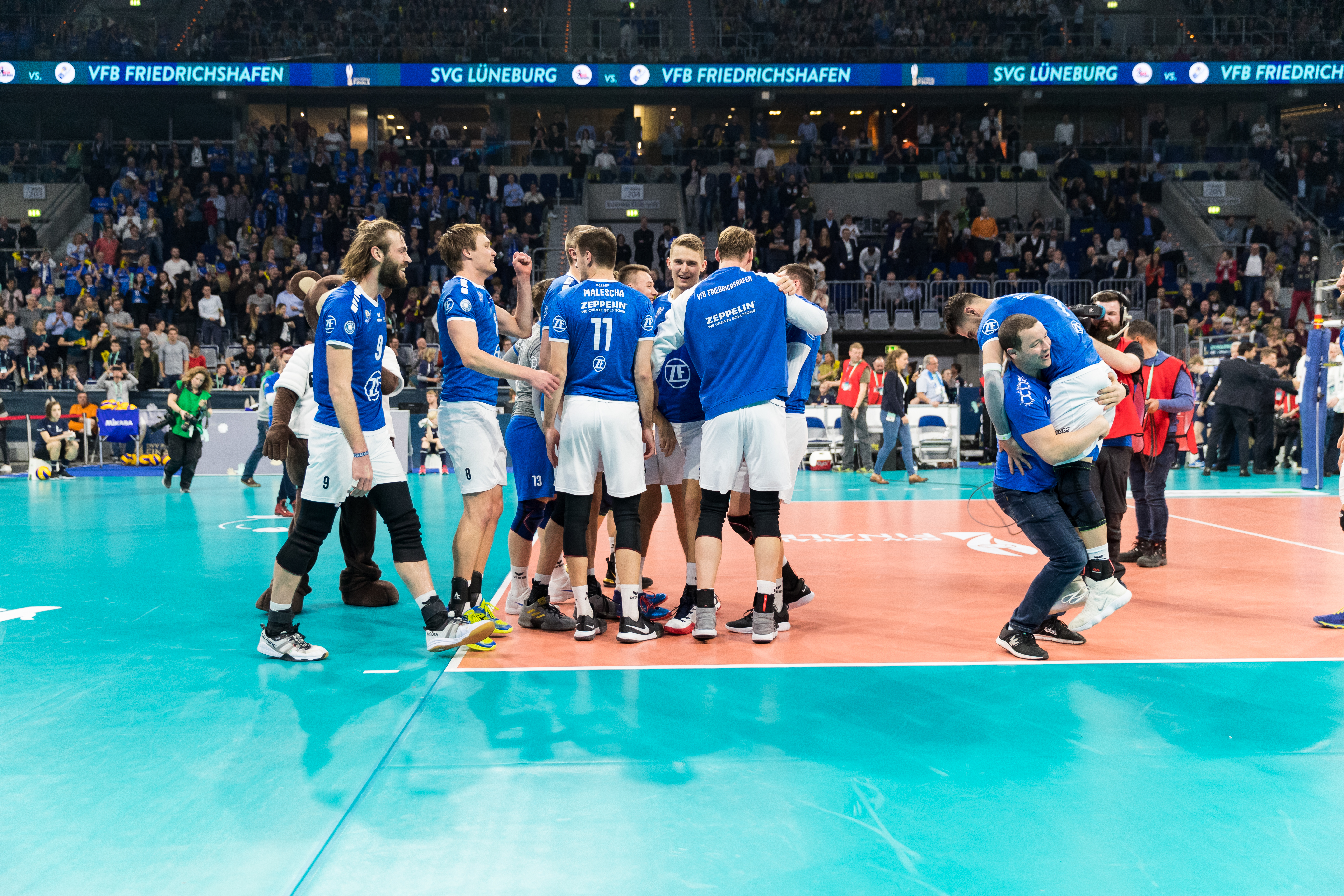
Zawodnicy VfB Friedrichshafen w sezonie 2018/2019

VfB Friedrichshafen (pełna nazwa Verein für Bewegungsspiele Friedrichshafen) – niemiecki męski klub siatkarski z siedzibą w Friedrichshafen, utworzony w 1969 roku. W najwyższej niemieckiej klasie rozgrywkowej występuje nieprzerwanie od sezonu 1987/1988. 12-krotny mistrz Niemiec i 10-krotny zdobywca krajowego pucharu, regularnie występujący w europejskich pucharach (m.in. triumfator Ligi Mistrzów 2006/2007).
W sezonie 2024/2025 trenerem przygotowania fizycznego jest Justin Ziółkowski.

## Trenerzy
| Lata      | Imię i nazwisko      |
| --------- | -------------------- |
| 1989-1990 | Igor Prieložný       |
| 1995-1996 | Luis Emilio Ferradàs |
| 1997-2016 | Stelian Moculescu    |
| 2016-2019 | Vital Heynen         |
| 2019-2021 | Michael Warm         |
| 2021-2024 | Mark Lebedew         |
| 2024-     | Adam Swaczyna        |

## Sukcesy
Mistrzostwa Niemiec:
- (13x): 1998, 1999, 2000, 2001, 2002, 2005, 2006, 2007, 2008, 2009, 2010, 2011, 2015
- (14x): 1994, 1996, 1997, 2004, 2013, 2014, 2016, 2017, 2018, 2019, 2021, 2022[4], 2023[5], 2024[6]
- (4x): 1992, 1993, 1996, 2003

Puchar Niemiec:
- (17x): 1998, 1999, 2001, 2002, 2003, 2004, 2005, 2006, 2007, 2008, 2012, 2014, 2015, 2017, 2018, 2019, 2022[7]

Puchar Europy Mistrzów Klubowych / Liga Mistrzów:
- (1x): 2007
- (1x): 2000
- (1x): 1999

Puchar CEV:
- (1x): 1994

Superpuchar Niemiec:
- (3x): 2016, 2017, 2018

## Europejskie puchary
| Sezon     | Europejskie puchary              | Osiągnięcie                  |
| --------- | -------------------------------- | ---------------------------- |
| 1992/1993 | Puchar CEV                       | II runda                     |
| 1993/1994 | Puchar CEV                       | 3. miejsce                   |
| 1994/1995 | Puchar CEV                       | ćwierćfinał                  |
| 1996/1997 | Puchar CEV                       | faza główna                  |
| 1997/1998 | Puchar CEV                       | 1/8 finału                   |
| 1998/1999 | Puchar Europy Mistrzów Klubowych | 3. miejsce                   |
| 1999/2000 | Puchar Europy Mistrzów Klubowych | 2. miejsce                   |
| 2000/2001 | Liga Mistrzów                    | faza grupowa                 |
| 2001/2002 | Liga Mistrzów                    | faza play-off                |
| 2002/2003 | Liga Mistrzów                    | faza play-off                |
| 2003/2004 | Liga Mistrzów                    | faza grupowa                 |
| 2004/2005 | Liga Mistrzów                    | 4. miejsce                   |
| 2005/2006 | Liga Mistrzów                    | Runda 12                     |
| 2006/2007 | Liga Mistrzów                    | 1. miejsce                   |
| 2007/2008 | Liga Mistrzów                    | Runda 6                      |
| 2008/2009 | Liga Mistrzów                    | ćwierćfinał                  |
| 2009/2010 | Liga Mistrzów                    | Runda 12                     |
| 2010/2011 | Liga Mistrzów Puchar CEV         | faza grupowa Runda Challenge |
| 2011/2012 | Liga Mistrzów                    | Runda 12                     |
| 2012/2013 | Liga Mistrzów                    | faza grupowa                 |
| 2013/2014 | Liga Mistrzów Puchar CEV         | faza grupowa Runda Challenge |
| 2014/2015 | Liga Mistrzów                    | 1/12 finału                  |
| 2015/2016 | Liga Mistrzów                    | faza grupowa                 |
| 2016/2017 | Liga Mistrzów                    | faza grupowa                 |
| 2017/2018 | Liga Mistrzów                    | 1/6 finału                   |
| 2018/2019 | Liga Mistrzów                    | faza grupowa                 |
| 2019/2020 | Liga Mistrzów                    | faza grupowa                 |
| 2020/2021 | Liga Mistrzów                    | faza grupowa                 |
| 2021/2022 | Liga Mistrzów                    | faza grupowa                 |
| 2022/2023 | Liga Mistrzów                    | ćwierćfinał                  |

## Polacy w klubie
| Lata gry  | Imię i nazwisko   |
| --------- | ----------------- |
| 1993-1995 | Marian Kardas     |
| 2017-2019 | Bartłomiej Bołądź |
| 2022-2023 | Mateusz Biernat   |
| 2022-     | Michał Superlak   |
| 2023-2024 | Jan Fornal        |

## Kadra

### Sezon 2024/2025[8]
| Nr | Imię i nazwisko                | Data ur. | Wzrost | Pozycja      |
| -- | ------------------------------ | -------- | ------ | ------------ |
| 1  | José Massó Álvarez             | 1997     | 204    | środkowy     |
| 2  | Márkos Galiótos                | 1996     | 195    | rozgrywający |
| 4  | Tim Peter (od 29.12.2024)      | 1997     | 197    | przyjmujący  |
| 6  | Michał Superlak                | 1993     | 206    | atakujący    |
| 8  | Aleksa Batak                   | 2000     | 195    | rozgrywający |
| 9  | Severi Savonsalmi              | 2000     | 210    | środkowy     |
| 11 | Marcus Böhme                   | 1985     | 211    | środkowy     |
| 14 | Milan Kvržić                   | 2004     | 193    | rozgrywający |
| 15 | Jackson Young                  | 2001     | 193    | przyjmujący  |
| 16 | Simon Kohn                     | 2004     | 188    | libero       |
| 17 | Leonard Graven                 | 2004     | 180    | libero       |
| 18 | Simon Tabermann Uhrenholt      | 2004     | 204    | atakujący    |
| 19 | Ivan Zeljković                 | 1994     | 186    | przyjmujący  |
| 24 | Wessel Keemink (od 18.12.2024) | 2003     | 194    | rozgrywający |
| 28 | Nazar Hetman                   | 1994     | 186    | przyjmujący  |
| ?  | Lucas Huckle                   | 2006     | 186    | libero       |

### Sezon 2023/2024[9]
| Nr | Imię i nazwisko           | Data ur. | Wzrost | Pozycja      |
| -- | ------------------------- | -------- | ------ | ------------ |
| 1  | José Massó Álvarez        | 1997     | 204    | środkowy     |
| 3  | Sergio Carrillo           | 2000     | 195    | rozgrywający |
| 4  | Tim Peter                 | 1997     | 197    | przyjmujący  |
| 5  | Dominik Marjanovic        | 2005     | 200    | środkowy     |
| 6  | Michał Superlak           | 1993     | 206    | atakujący    |
| 7  | Daniel Habermaas          | 2005     | 188    | rozgrywający |
| 8  | Aleksa Batak              | 2000     | 195    | rozgrywający |
| 9  | Severi Savonsalmi         | 2000     | 210    | środkowy     |
| 10 | Nikola Peković            | 1990     | 176    | libero       |
| 11 | Marcus Böhme              | 1985     | 211    | środkowy     |
| 12 | Jan Fornal                | 1995     | 191    | przyjmujący  |
| 14 | Marc-Anthony Honoré       | 1984     | 203    | środkowy     |
| 15 | Jackson Young             | 2001     | 193    | przyjmujący  |
| 16 | Simon Kohn                | 2004     | 188    | libero       |
| 18 | Simon Tabermann Uhrenholt | 2004     | 204    | atakujący    |

### Sezon 2022/2023
| Nr | Imię i nazwisko        | Data ur. | Wzrost | Pozycja      |
| -- | ---------------------- | -------- | ------ | ------------ |
| 1  | Aleksandar Nedeljković | 1997     | 205    | środkowy     |
| 4  | Tim Peter              | 1997     | 197    | przyjmujący  |
| 5  | Mateusz Biernat        | 1992     | 195    | rozgrywający |
| 6  | Michał Superlak        | 1993     | 206    | atakujący    |
| 7  | Luciano Vicentín       | 2000     | 197    | przyjmujący  |
| 8  | Blair Bann             | 1988     | 184    | libero       |
| 9  | Dejan Vinčić           | 1986     | 202    | rozgrywający |
| 10 | Nikola Peković         | 1990     | 176    | libero       |
| 11 | Marcus Böhme           | 1985     | 211    | środkowy     |
| 13 | Vojin Ćaćić            | 1990     | 202    | przyjmujący  |
| 14 | Žiga Štern             | 1994     | 193    | przyjmujący  |
| 16 | Simon Kohn             | 2004     | 188    | libero       |
| 17 | Miguel Ángel Martínez  | 2003     | 193    | atakujący    |
| 18 | Andre Brown            | 1990     | 206    | środkowy     |

### Sezon 2021/2022
| Nr | Imię i nazwisko                | Data ur. | Wzrost | Pozycja            |
| -- | ------------------------------ | -------- | ------ | ------------------ |
| 2  | Avery Aylsworth                | 1992     | 175    | libero             |
| 3  | Stefan Thiel                   | 1997     | 185    | rozgrywający       |
| 4  | Vojin Ćaćić                    | 1990     | 202    | przyjmujący        |
| 5  | Daniel Muniz De Oliveira       | 1997     | 194    | przyjmujący        |
| 6  | Andri Aganits                  | 1993     | 207    | środkowy           |
| 7  | Luciano Vicentín               | 2000     | 197    | przyjmujący        |
| 8  | Blair Bann                     | 1988     | 184    | libero             |
| 8  | Nikola Peković (od 25.01.2022) | 1990     | 176    | libero             |
| 9  | Dejan Vinčić                   | 1986     | 202    | rozgrywający       |
| 10 | Ben-Simon Bonin                | 2003     | 201    | przyjmujący        |
| 11 | Marcus Böhme                   | 1985     | 211    | środkowy           |
| 12 | Lucas Van Berkel               | 1991     | 210    | środkowy           |
| 14 | Lukas Maase                    | 1998     | 212    | środkowy/atakujący |
| 15 | Simon Hirsch                   | 1992     | 204    | atakujący          |

### Sezon 2020/2021
| Nr | Imię i nazwisko                 | Data ur. | Wzrost | Pozycja      |
| -- | ------------------------------- | -------- | ------ | ------------ |
| 1  | Joseph Worsley                  | 1997     | 185    | rozgrywający |
| 2  | Avery Aylsworth (od 12.11.2020) | 1992     | 175    | libero       |
| 4  | Nehemiah Mote                   | 1993     | 204    | środkowy     |
| 6  | Martti Juhkami                  | 1988     | 195    | przyjmujący  |
| 7  | Rareș Bălean                    | 1997     | 197    | przyjmujący  |
| 8  | Arno Van de Velde               | 1995     | 210    | środkowy     |
| 9  | Dejan Vinčić                    | 1986     | 202    | rozgrywający |
| 10 | Ben-Simon Bonin                 | 2003     | 201    | przyjmujący  |
| 11 | Marcus Böhme (od 06.11.2020)    | 1985     | 211    | środkowy     |
| 12 | Linus Weber                     | 1999     | 200    | atakujący    |
| 13 | Markus Steuerwald               | 1989     | 182    | libero       |
| 14 | Lukas Maase                     | 1998     | 212    | środkowy     |
| 15 | David Fiel Rodriguez            | 1993     | 204    | środkowy     |
| 16 | Nicolas Maréchal                | 1987     | 198    | przyjmujący  |

### Sezon 2019/2020
| Nr | Imię i nazwisko   | Data ur. | Wzrost | Pozycja      |
| -- | ----------------- | -------- | ------ | ------------ |
| 1  | Joseph Worsley    | 1997     | 185    | rozgrywający |
| 2  | Tomáš Kriško      | 1988     | 202    | przyjmujący  |
| 3  | Thilo Späth       | 1987     | 192    | libero       |
| 4  | Nehemiah Mote     | 1993     | 204    | środkowy     |
| 6  | Anton Menner      | 1994     | 194    | przyjmujący  |
| 7  | Rareș Bălean      | 1997     | 197    | przyjmujący  |
| 8  | Jakub Janouch     | 1990     | 194    | rozgrywający |
| 9  | Martti Juhkami    | 1988     | 195    | przyjmujący  |
| 11 | Daniel Malescha   | 1994     | 203    | atakujący    |
| 12 | Jakob Günthör     | 1995     | 205    | środkowy     |
| 13 | Markus Steuerwald | 1989     | 182    | libero       |
| 14 | Nikoła Ǵorǵiew    | 1988     | 196    | atakujący    |
| 16 | Brendan Schmidt   | 1994     | 206    | środkowy     |

### Sezon 2018/2019
| Nr | Imię i nazwisko       | Data ur. | Wzrost | Pozycja      |
| -- | --------------------- | -------- | ------ | ------------ |
| 1  | Bartłomiej Bołądź     | 1994     | 203    | atakujący    |
| 2  | Martin Krüger         | 1994     | 185    | rozgrywający |
| 3  | Thilo Späth           | 1987     | 192    | libero       |
| 4  | Andreas Takvam        | 1993     | 201    | środkowy     |
| 5  | David Sossenheimer    | 1996     | 193    | przyjmujący  |
| 6  | Adrian Aciobăniței    | 1997     | 195    | przyjmujący  |
| 7  | Atanasis Protopsaltis | 1993     | 186    | przyjmujący  |
| 8  | Jakub Janouch         | 1990     | 194    | rozgrywający |
| 9  | Philipp Collin        | 1990     | 204    | środkowy     |
| 11 | Daniel Malescha       | 1994     | 203    | atakujący    |
| 12 | Jakob Günthör         | 1995     | 205    | środkowy     |
| 13 | Markus Steuerwald     | 1989     | 182    | libero       |
| 14 | Michal Petráš         | 1996     | 191    | przyjmujący  |
| 15 | Rafael Redwitz        | 1980     | 191    | rozgrywający |

### Sezon 2017/2018
| Nr | Imię i nazwisko       | Data ur. | Wzrost | Pozycja      |
| -- | --------------------- | -------- | ------ | ------------ |
| 1  | Bartłomiej Bołądź     | 1994     | 203    | atakujący    |
| 3  | Thilo Späth           | 1987     | 192    | libero       |
| 4  | Andreas Takvam        | 1993     | 201    | środkowy     |
| 5  | David Sossenheimer    | 1996     | 193    | przyjmujący  |
| 7  | Atanasis Protopsaltis | 1993     | 186    | przyjmujący  |
| 8  | Martin Atanasow       | 1996     | 198    | przyjmujący  |
| 9  | Philipp Collin        | 1990     | 204    | środkowy     |
| 10 | Simon Tischer         | 1982     | 194    | rozgrywający |
| 11 | Daniel Malescha       | 1994     | 203    | atakujący    |
| 12 | Jakob Günthör         | 1995     | 205    | środkowy     |
| 13 | Markus Steuerwald     | 1989     | 182    | libero       |
| 16 | Scott Kevorken        | 1991     | 203    | środkowy     |
| 17 | Tomáš Kocian          | 1988     | 192    | rozgrywający |

### Sezon 2016/2017
| Nr | Imię i nazwisko       | Data ur. | Wzrost | Pozycja      |
| -- | --------------------- | -------- | ------ | ------------ |
| 3  | Thilo Späth           | 1987     | 192    | libero       |
| 4  | Andreas Takvam        | 1993     | 201    | środkowy     |
| 5  | David Sossenheimer    | 1996     | 193    | przyjmujący  |
| 6  | Michal Finger         | 1993     | 202    | atakujący    |
| 7  | Atanasis Protopsaltis | 1993     | 186    | przyjmujący  |
| 8  | Georg Klein           | 1991     | 201    | środkowy     |
| 10 | Simon Tischer         | 1982     | 194    | rozgrywający |
| 11 | Daniel Malescha       | 1994     | 203    | atakujący    |
| 12 | Jakob Günthör         | 1995     | 205    | środkowy     |
| 13 | Markus Steuerwald     | 1989     | 182    | libero       |
| 14 | Tomas Rousseaux       | 1994     | 198    | przyjmujący  |
| 15 | Armin Mustedanović    | 1986     | 194    | przyjmujący  |
| 17 | Tomáš Kocian          | 1988     | 192    | rozgrywający |

### Sezon 2015/2016
| Nr | Imię i nazwisko         | Data ur. | Wzrost | Pozycja      |
| -- | ----------------------- | -------- | ------ | ------------ |
| 2  | Maximiliano Gauna       | 1989     | 196    | środkowy     |
| 3  | Thilo Späth             | 1987     | 192    | libero       |
| 4  | Luis Fernando Joventino | 1989     | 192    | przyjmujący  |
| 5  | Aleksiej Nałobin        | 1989     | 203    | środkowy     |
| 6  | Michal Finger           | 1993     | 202    | atakujący    |
| 7  | Arslan Ekşi             | 1985     | 199    | rozgrywający |
| 8  | Björn Andrae            | 1981     | 200    | przyjmujący  |
| 9  | Marc-Anthony Honoré     | 1984     | 203    | środkowy     |
| 10 | Simon Tischer           | 1982     | 194    | rozgrywający |
| 11 | Luke Perry              | 1995     | 180    | libero       |
| 12 | Jakob Günthör           | 1995     | 205    | środkowy     |
| 13 | Adrian Radu Gontariu    | 1984     | 205    | atakujący    |
| 14 | Baptiste Geiler         | 1987     | 200    | przyjmujący  |
| 15 | Adrian Aciobăniței      | 1997     | 195    | przyjmujący  |
| 17 | Tomáš Kocian            | 1988     | 192    | rozgrywający |

### Sezon 2014/2015
| Nr | Imię i nazwisko                   | Data ur. | Wzrost | Pozycja      |
| -- | --------------------------------- | -------- | ------ | ------------ |
| 1  | Alan Wasilewski                   | 1991     | 194    | środkowy     |
| 2  | Maximiliano Gauna                 | 1989     | 196    | środkowy     |
| 3  | Thilo Späth                       | 1987     | 192    | libero       |
| 4  | Maarten Van Garderen              | 1990     | 200    | przyjmujący  |
| 5  | Simon Tischer                     | 1982     | 194    | rozgrywający |
| 6  | Michal Finger                     | 1993     | 202    | atakujący    |
| 7  | Nick Vogel                        | 1990     | 205    | środkowy     |
| 8  | Max Günthör                       | 1985     | 207    | środkowy     |
| 9  | Moritz Reichert                   | 1995     | 194    | przyjmujący  |
| 10 | Jenia Grebennikov                 | 1990     | 187    | libero       |
| 11 | Roland Gergye                     | 1993     | 200    | przyjmujący  |
| 13 | Adrian Radu Gontariu              | 1984     | 205    | atakujący    |
| 14 | Baptiste Geiler                   | 1987     | 200    | przyjmujący  |
| 16 | Benjamin Toniutti (od 31.01.2015) | 1989     | 183    | rozgrywający |
| 17 | Jan Zimmermann                    | 1993     | 194    | rozgrywający |

### Sezon 2013/2014
| Nr | Imię i nazwisko       | Data ur. | Wzrost | Pozycja      |
| -- | --------------------- | -------- | ------ | ------------ |
| 2  | Peter Trolle Bonnesen | 1989     | 204    | przyjmujący  |
| 3  | Thilo Späth           | 1987     | 192    | libero       |
| 4  | Walentin Bratoew      | 1987     | 200    | przyjmujący  |
| 5  | Swetosław Gocew       | 1990     | 204    | środkowy     |
| 8  | Max Günthör           | 1985     | 207    | środkowy     |
| 9  | Nikola Jovović        | 1992     | 197    | rozgrywający |
| 10 | Jenia Grebennikov     | 1990     | 187    | libero       |
| 11 | Roland Gergye         | 1993     | 200    | przyjmujący  |
| 12 | Wiktor Josifow        | 1985     | 205    | środkowy     |
| 13 | Ventzislav Simeonov   | 1977     | 201    | atakujący    |
| 14 | Baptiste Geiler       | 1987     | 200    | przyjmujący  |
| 16 | Christian Dünnes      | 1983     | 207    | atakujący    |
| 17 | Jan Zimmermann        | 1993     | 194    | rozgrywający |
| 18 | Yannick Harms         | 1994     | 198    | przyjmujący  |

### Sezon 2012/2013
| Nr | Imię i nazwisko               | Data ur. | Wzrost | Pozycja      |
| -- | ----------------------------- | -------- | ------ | ------------ |
| 1  | José Rivera                   | 1977     | 192    | przyjmujący  |
| 3  | Thilo Späth                   | 1987     | 192    | libero       |
| 5  | Nikola Rosić                  | 1984     | 192    | libero       |
| 6  | Matthew Denmark               | 1980     | 203    | środkowy     |
| 7  | Thomas Zass                   | 1989     | 194    | atakujący    |
| 8  | Max Günthör                   | 1985     | 207    | środkowy     |
| 9  | Nikola Jovović                | 1992     | 197    | rozgrywający |
| 10 | Juraj Zaťko                   | 1987     | 192    | rozgrywający |
| 11 | Aspiotis Anastasios-Stamatios | 1991     | 201    | przyjmujący  |
| 12 | João José                     | 1978     | 195    | środkowy     |
| 13 | Ventzislav Simeonov           | 1977     | 201    | atakujący    |
| 16 | Idner Faustino Lima Martins   | 1978     | 194    | przyjmujący  |
| 18 | Yannick Harms                 | 1994     | 198    | przyjmujący  |

### Sezon 2011/2012
| Nr | Imię i nazwisko             | Data ur. | Wzrost | Pozycja      |
| -- | --------------------------- | -------- | ------ | ------------ |
| 1  | Thomas Jarmoc               | 1987     | 199    | przyjmujący  |
| 2  | Leonardo dos Santos         | 1979     | 195    | przyjmujący  |
| 3  | Thilo Späth                 | 1987     | 192    | libero       |
| 4  | Sebastiaan van Bemmelen     | 1989     | 207    | środkowy     |
| 5  | Nikola Rosić                | 1984     | 192    | libero       |
| 6  | Matthew Denmark             | 1980     | 203    | środkowy     |
| 7  | Miloš Vemić                 | 1987     | 202    | przyjmujący  |
| 8  | Oliver Venno                | 1990     | 210    | atakujący    |
| 9  | Nikola Jovović              | 1992     | 197    | rozgrywający |
| 10 | Juraj Zaťko                 | 1987     | 192    | rozgrywający |
| 11 | Marcus Böhme                | 1985     | 211    | środkowy     |
| 12 | João José                   | 1978     | 195    | środkowy     |
| 14 | Zoran Jovanović             | 1984     | 203    | atakujący    |
| 16 | Idner Faustino Lima Martins | 1978     | 194    | przyjmujący  |

### Sezon 2010/2011
| Nr | Imię i nazwisko      | Data ur. | Wzrost | Pozycja      |
| -- | -------------------- | -------- | ------ | ------------ |
| 1  | Frederic Winters     | 1982     | 195    | przyjmujący  |
| 2  | Christian Fromm      | 1990     | 204    | przyjmujący  |
| 3  | Thilo Späth          | 1987     | 192    | libero       |
| 4  | Lukáš Ticháček       | 1982     | 193    | rozgrywający |
| 5  | Nikola Rosić         | 1984     | 192    | libero       |
| 7  | Miloš Vemić          | 1987     | 202    | przyjmujący  |
| 8  | Oliver Venno         | 1990     | 210    | atakujący    |
| 9  | Jeroen Trommel       | 1980     | 194    | przyjmujący  |
| 10 | Juraj Zaťko          | 1987     | 192    | rozgrywający |
| 11 | Marcus Böhme         | 1985     | 211    | środkowy     |
| 12 | João José            | 1978     | 195    | środkowy     |
| 14 | Adrian Radu Gontariu | 1984     | 205    | atakujący    |
| 15 | Lukas Bauer          | 1989     | 202    | środkowy     |

### Sezon 2009/2010
| Nr | Imię i nazwisko             | Data ur. | Wzrost | Pozycja      |
| -- | --------------------------- | -------- | ------ | ------------ |
| 1  | Andras Geiger               | 1978     | 197    | przyjmujący  |
| 2  | Christian Fromm             | 1990     | 204    | przyjmujący  |
| 3  | Marc-Anthony Honoré         | 1984     | 203    | środkowy     |
| 4  | Lukáš Ticháček              | 1982     | 193    | rozgrywający |
| 5  | Nikola Rosić                | 1984     | 192    | libero       |
| 6  | Andrei Spînu                | 1987     | 210    | środkowy     |
| 7  | André Ricardo Lukianetz     | 1982     | 196    | przyjmujący  |
| 8  | Lukas Kampa                 | 1986     | 195    | rozgrywający |
| 9  | Georg Grozer                | 1984     | 201    | atakujący    |
| 10 | Markus Steuerwald           | 1989     | 182    | libero       |
| 11 | Marcus Böhme                | 1985     | 211    | środkowy     |
| 12 | João José                   | 1978     | 195    | środkowy     |
| 14 | Adrian Radu Gontariu        | 1984     | 205    | atakujący    |
| 15 | Lukas Bauer                 | 1989     | 202    | środkowy     |
| 16 | Idner Faustino Lima Martins | 1978     | 194    | przyjmujący  |

### Sezon 2008/2009
| Nr | Imię i nazwisko             | Data ur. | Wzrost | Pozycja      |
| -- | --------------------------- | -------- | ------ | ------------ |
| 1  | Juliano Bendini             | 1975     | 202    | środkowy     |
| 2  | Lukáš Diviš                 | 1986     | 201    | przyjmujący  |
| 3  | Marc-Anthony Honoré         | 1984     | 203    | środkowy     |
| 4  | Lukáš Ticháček              | 1982     | 193    | rozgrywający |
| 5  | Moon Sung-min               | 1986     | 198    | atakujący    |
| 6  | Allan Van De Loo            | 1975     | 196    | przyjmujący  |
| 7  | Róbert Hupka                | 1982     | 198    | przyjmujący  |
| 8  | Lukas Kampa                 | 1986     | 195    | rozgrywający |
| 9  | Georg Grozer                | 1984     | 201    | atakujący    |
| 10 | Markus Steuerwald           | 1989     | 182    | libero       |
| 11 | Thomas Kröger               | 1979     | 190    | libero       |
| 12 | João José                   | 1978     | 195    | środkowy     |
| 16 | Idner Faustino Lima Martins | 1978     | 194    | przyjmujący  |

### Sezon 2007/2008
| Nr | Imię i nazwisko             | Data ur. | Wzrost | Pozycja      |
| -- | --------------------------- | -------- | ------ | ------------ |
| 1  | Juliano Bendini             | 1975     | 202    | środkowy     |
| 2  | Lukáš Diviš                 | 1986     | 201    | przyjmujący  |
| 3  | Christian Pampel            | 1979     | 198    | atakujący    |
| 4  | Lukáš Ticháček              | 1982     | 193    | rozgrywający |
| 5  | Rodman Valera               | 1982     | 189    | rozgrywający |
| 6  | Everaldo Castro Silva       | 1979     | 192    | przyjmujący  |
| 7  | Róbert Hupka                | 1982     | 198    | przyjmujący  |
| 8  | Christoph Helbig            | 1984     | 197    | atakujący    |
| 9  | Marc-Anthony Honoré         | 1984     | 203    | środkowy     |
| 10 | Markus Steuerwald           | 1989     | 182    | libero       |
| 12 | João José                   | 1978     | 195    | środkowy     |
| 16 | Idner Faustino Lima Martins | 1978     | 194    | przyjmujący  |

### Sezon 2006/2007
| Nr | Imię i nazwisko   | Data ur. | Wzrost | Pozycja      |
| -- | ----------------- | -------- | ------ | ------------ |
| 1  | Juliano Bendini   | 1975     | 202    | środkowy     |
| 2  | Lukáš Diviš       | 1986     | 201    | przyjmujący  |
| 3  | Jiří Polanský     | 1981     | 187    | libero       |
| 4  | Lukáš Ticháček    | 1982     | 193    | rozgrywający |
| 5  | Simon Tischer     | 1982     | 194    | rozgrywający |
| 6  | Sebastian Schwarz | 1985     | 197    | przyjmujący  |
| 7  | Róbert Hupka      | 1982     | 198    | przyjmujący  |
| 8  | Peter Nagy        | 1984     | 195    | atakujący    |
| 9  | Max Günthör       | 1985     | 207    | środkowy     |
| 10 | Jochen Schöps     | 1983     | 200    | atakujący    |
| 11 | Kristian Knudsen  | 1979     | 199    | przyjmujący  |
| 12 | João José         | 1978     | 195    | środkowy     |